# Risikomaß
Das Risikomaß (englisch risk measure) ist in der Finanzmathematik ein Sammelbegriff für statistische Maße, mit denen es möglich ist, die Ungewissheit eines Ereignisses quantitativ zu beschreiben.
Beispielsweise kann so die (Gesamt)-Risikoposition eines Unternehmens erfasst werden.

## Allgemeines
Die Anwendung von Risikomaßen auf (Verlust-)Verteilungsfunktionen ist eine Teilaufgabe bei der Risikoquantifizierung, einer Bewertung von Risiken durch Beschreibung mittels einer geeigneten Dichte- oder Verteilungsfunktion (oder historischen Daten) über die Wirkung des Risikos und die Zuordnung von Risikomaßen: Zunächst werden die identifizierten Risiken quantitativ durch geeignete Verteilungsfunktionen (Wahrscheinlichkeitsverteilung) beschrieben. Anschließend wird ein Risikomaß benutzt, um der Verteilung die Höhe des Risikos zu entnehmen.
Für den ersten Schritt (Ermittlung einer geeigneten Dichtefunktion) gibt es mehrere alternative Varianten:
1. mittels zweier Verteilungsfunktionen: Eine zur Darstellung der Schadenshäufigkeit in einer Periode (beispielsweise mit Hilfe der Poisson-Verteilung) und eine weitere zur Darstellung der Schadenshöhe je Schadensfall (beispielsweise mit Hilfe der Normalverteilung);
2. mittels einer verbundenen Verteilungsfunktion, mit der die Risikowirkung in einer Periode dargestellt wird.

Ein Risikomaß (wie die Standardabweichung oder der Value at Risk) ist nun eine Zuordnung, welche einer Dichte- oder Verteilungsfunktion einen reellen Wert zuordnet. Dieser Wert soll das zugehörige Risiko darstellen. Hiermit wird ein Vergleich von Risiken ermöglicht, die durch unterschiedliche Verteilungsfunktionen beschrieben werden. Welche Eigenschaften eine solche Zuordnung erfüllen muss, um ein Risikomaß darzustellen, wird in der Literatur nicht einheitlich gesehen (s. Eigenschaften von Risikomaßen).
Die Risikomaße können sich auf Einzelrisiken (zum Beispiel Sachanlageschäden), aber auch auf den Gesamtrisikoumfang (etwa bezogen auf Gewinn) eines Unternehmens beziehen. Die quantitative Bewertung einer Gesamtrisikoposition erfordert eine Aggregation der Einzelrisiken. Diese ist beispielsweise mittels Monte-Carlo-Simulation möglich, bei der die Wirkungen aller Einzelrisiken in ihrer Abhängigkeit im Kontext der Planung betrachtet werden.

## Charakterisierung
Risikomaße lassen sich grundsätzlich unterscheiden in Maße für ein einzelnes Risiko (also ein Risikomaß im engeren Sinn, wie beispielsweise die Standardabweichung) oder Maße, die das Risiko zweier Zufallsgrößen zueinander in Beziehung setzt (also ein Risikomaß im weiteren Sinn wie beispielsweise die Kovarianz).
Eine weitere Unterscheidung von Risikomaßen ergibt sich aus dem Umfang der Berücksichtigung von Informationen aus der zu Grunde liegenden Verteilung. Zweiseitige Risikomaße (wie die Standardabweichung) berücksichtigen diese komplett, während die so genannten Downside-Risikomaße (wie beispielsweise der VaR und die LPM-Maße) lediglich die Verteilung bis zu einer bestimmten Schranke betrachten.

## Eigenschaften von Risikomaßen
Risikomaße (RM) lassen sich durch ihre Eigenschaften charakterisieren. Mit Hilfe der entsprechenden Definitionen lässt sich diskutieren, welche Eigenschaften ein Risikomaß besitzen sollte und welche Risikomaße welche Vor- und Nachteile in Bezug auf die Beschreibung eines Risikos besitzen. Auch wird durch die Summe von Risikoeigenschaften eine bestimmte Klasse von Risikomaßen definiert. Bei den folgenden Eigenschaften ist vorausgesetzt, dass die betrachteten Zufallsvariablen Verlustvariablen in dem Sinn sind, dass Verluste durch positive Zahlen ausgedrückt werden und größere positive Zahlenwerte größere Verlust bedeuten, siehe z. B. Häufig werden analoge Eigenschaften für Gewinnvariablen definiert, bei denen Verluste durch negative Zahlen abgebildet sind, z. B. Dann unterscheiden sich insbesondere die Definitionen der Translationsinvarianz und der Monotonie von den folgenden Definitionen.
Im Folgenden bezeichnet {\displaystyle {\mathcal {X}}_{\rho }} eine Menge von Zufallsvariablen, für die das Risikomaß {\displaystyle \rho } definiert ist.

### Monotonie
Ein Risikomaß {\displaystyle \rho } heißt genau dann monoton (bezüglich der stochastischen Ordnung), wenn
{\displaystyle X\preceq _{st}Y\implies \rho (X)\leq \rho (Y)\quad {\text{für alle }}X,Y\in {\mathcal {X}}_{\rho }}.
Dabei ist {\displaystyle \preceq _{st}} die stochastische Ordnung von Zufallsvariablen (auch stochastische Dominanz erster Ordnung).
Für zwei Zufallsvariablen {\displaystyle X} und {\displaystyle Y} mit den Verteilungsfunktionen {\displaystyle F_{X}} und {\displaystyle F_{Y}} gilt {\displaystyle X\preceq _{st}Y} genau dann, wenn
{\displaystyle F_{X}(x)\geq F_{Y}(x)} für alle {\displaystyle x\in \mathbb {R} } gilt. Anschaulich bedeutet {\displaystyle X\preceq _{st}Y}, dass die Wahrscheinlichkeitsverteilung von {\displaystyle Y} weiter rechts liegt und damit großen Verlusten eine größere Wahrscheinlichkeit gibt als die Wahrscheinlichkeitsverteilung von {\displaystyle X}. Die Monotonie garantiert, dass sich dieser Sachverhalt in einem größeren oder wenigstens nicht kleineren Wert des Risikomaßes widerspiegeln. Auch wenn diese Eigenschaft trivial wirkt, so ist sie z. B. bei der Standardabweichung (Volatilität) nicht erfüllt, aus {\displaystyle X\preceq _{st}Y} folgt also nicht {\displaystyle \sigma [X]\leq \sigma [Y]}.
Die äquivalente Eigenschaft für Gewinnvariablen ist {\displaystyle X\preceq _{st}Y\Rightarrow \rho (X)\geq \rho (Y)}; größere Gewinne (kleinere Verlust) sollen also nicht zu einem kleineren Wert des Risikomaßes führen.
Teilweise wird die Monotonie als Eigenschaft von Risikomaßen auch mit Hilfe der gewöhnlichen Ordnung von Zufallsvariablen definiert. Dabei gilt für zwei Zufallsvariablen {\displaystyle X} und {\displaystyle Y}, die auf demselben Wahrscheinlichkeitsraum {\displaystyle (\Omega ,{\mathcal {F}},P)} definiert sind, {\displaystyle X\leq Y} genau dann, wenn {\displaystyle X(\omega )\leq Y(\omega )} für alle {\displaystyle \omega \in \Omega } gilt. Es gilt die Implikation {\displaystyle X\leq Y\implies X\preceq _{st}Y}, während die Umkehrung nicht richtig ist. Ein Risikomaß {\displaystyle \rho } heißt genau dann monoton (bezüglich der gewöhnlichen Ordnung), wenn
{\displaystyle X\leq Y\implies \rho (X)\leq \rho (Y)\quad {\text{für alle }}X,Y\in {\mathcal {X}}_{\rho }}.

### Translationsinvarianz
Definition: Ein Risikomaß {\displaystyle \rho } heißt genau dann translationsinvariant (oder cash-invariant), wenn
{\displaystyle \rho (X+m)=\rho (X)+m\quad {\text{für alle }}X\in {\mathcal {X}}_{\rho }{\text{ und für alle }}m\in \mathbb {R} }
gilt.
Wird die Verlustverteilung um einen fixen, risikolosen Betrag verschoben, so verändert sich – wenn Translationsinvarianz vorliegt – der Wert des Risikomaßes um exakt den gleichen Betrag. Die äquivalente Eigenschaft für Gewinnvariablen ist {\displaystyle \rho (X+m)=\rho (X)-m}. Wird  B. die Gewinnvariable durch einen positiven Betrag {\displaystyle m} erhöht, so vermindert sich im Fall der Translationsinvarianz der Wert des Risikomaßes um den Betrag {\displaystyle m}.

### Positive Homogenität
Definition:
Ein Risikomaß {\displaystyle \rho } heißt genau dann positiv homogen, wenn
{\displaystyle \rho (\alpha X)=\alpha \rho (X)\quad {\text{für alle }}X\in {\mathcal {X}}_{\rho }{\text{ und für alle }}\alpha \geq 0}
gilt.
Positive Homogenität besagt, dass der Verlust und das Risikomaß in gleichem Maße skaliert werden.

### Subadditivität
Definition:
Ein RM ist subadditiv, wenn gilt:
{\displaystyle \rho (X+Y)\leq \rho (X)+\rho (Y)}
Das bedeutet: Führt man die Risiken zweier Verlustverteilungen zusammen, so sollte das Risikomaß dadurch kein größeres Risiko ausweisen.
Subadditivität formalisiert damit den Grundgedanken der Diversifikation.
Diversifikation wird also bei Risikomaßen belohnt, wenn diese subadditiv sind.
Der Value at Risk ist ein verbreitetes Risikomaß, welches nicht subadditiv ist.
Allerdings gibt es auch Argumente, die gegen die Sinnhaftigkeit von Subadditivität sprechen. Die Aufteilung in zwei getrennte Einheiten kann in bestimmten Fällen ein geringeres Risiko aufweisen. Ein Beispiel wäre die Aufteilung in eine „Bad Bank“ und eine „Good Bank“. Ebenso könnten durch die Aufspaltung einer systemrelevanten Bank Risiken für das Bankensystem reduziert werden.

### Law-Invariance (Verteilungsinvarianz)
Ein RM ist law-invariant, wenn für zwei identisch verteilte Zufallsvariable {\displaystyle X} und {\displaystyle Y} gilt:
{\displaystyle \rho (X)=\rho (Y)}.
Das bedeutet: Bestehen die gleichen Risiken für zwei Zufallsvariablen so wird, wenn Law-Invariance besteht, durch das Risikomaß das gleiche Risiko ausgewiesen.

### Komonotone Additivität
Ein RM ist komonoton additiv, wenn für zwei komonotone Zufallsvariablen {\displaystyle X} und {\displaystyle Y} gilt:
{\displaystyle \rho (X+Y)=\rho (X)+\rho (Y)}.
Komonotone Additivität besagt, dass im Fall von Abhängigkeit der Zufallsvariablen durch das Zusammenlegen der Verteilungen keine Risiken reduziert werden, also das gemessene Risiko nicht kleiner wird. Hat ein RM die Eigenschaft der komonotonen Additivität, so wird Diversifikation nur belohnt, wenn die Risiken auch wirklich reduziert werden.

### Konvexität
Ein RM ist konvex, wenn für jedes {\displaystyle \lambda \in [0,1]} gilt:
{\displaystyle \rho (\lambda X+(1-\lambda )Y)\leq \lambda \rho (X)+(1-\lambda )\rho (Y)}.
Für positiv homogene Risikomaße sind Konvexität und Subadditivität offensichtlich äquivalent. Insbesondere folgt Subadditivität aus Konvexität, wenn {\displaystyle \lambda ={\tfrac {1}{2}}} gesetzt wird.

### Lageabhängig (loss-based) bzw. Lageunabhängig (dispersion-based)
Loss-based RM wie Value-at-Risk oder Expected Shortfall werden in Bezug zu absoluten Werten gemessen und sind damit abhängig vom Mittelwert der Verteilung
Lageunabhängige Risikomaße wie die Volatilität messen Risiko unabhängig von einem Bezugspunkt (allein aus der Form der Verteilung). Sie sind somit unabhängig vom Mittelwert der Verteilung.
Diese beiden Eigenschaften können teilweise ineinander umgeformt werden. Wendet man beispielsweise ein lageabhängiges Risikomaß nicht auf eine Zufallsgröße {\displaystyle X}, sondern auf eine zentrierte Zufallsgröße {\displaystyle X-E(X)} an, so ergibt sich ein lageunabhängiges Risikomaß. Da in die Berechnung von lageabhängigen Risikomaßen auch die Höhe des Erwartungswertes {\displaystyle E(X)} einfließt, können diese auch als eine Art risikoadjustierter Performancemaße interpretiert werden.

## Klassifizierung von Risikomaßen
Basierend auf oben beschriebenen Eigenschaften existieren unterschiedliche Klassifizierungen von Risikomaßen. Dabei gilt die Monotonie als Minimalanforderung, damit man überhaupt von einem Risikomaß sprechen kann.
- Ein Risikomaß heißt monetäres Risikomaß, wenn es monoton und translationsinvariant ist. Häufig wird zusätzlich die positive Homogenität verlangt.
- Ein Risikomaß heißt schwach kohärentes Risikomaß, wenn es monoton, translationsinvariant und konvex ist. Manchmal werden die schwach kohärenten Risikomaße als konvexe Risikomaße bezeichnet.[11]
- Ein Risikomaß heißt kohärentes Risikomaß, wenn es monoton, translationsinvariant, positiv homogen und konvex ist. Wenn ein Risikomaß monoton, translationsinvariant und positiv homogen ist, dann ist die Konvexität äquivalent zur Subadditivität.

## Übersicht

### Standardabweichung
Die Standardabweichung {\displaystyle \sigma (X)} als Risikomaß für eine unsichere Zahlung {\displaystyle X} berechnet sich als
{\displaystyle \sigma (X)={\sqrt {Var(X)}}={\sqrt {E\left(\left(X-E(X)\right)^{2}\right)}}},
wobei
{\displaystyle E(X)\,} der Erwartungswert von {\displaystyle X\,} ist
und positive wie negative Abweichungen vom Erwartungswert {\displaystyle E(X)} gleichermaßen erfasst. Die (scheinbare) Symmetrie und identische Bedeutung von Chancen und Gefahren bei der Risikomessung ist allerdings zu relativieren. Sie scheint auch der Intuition und der Risikowahrnehmung der meisten Menschen zu widersprechen, die Gefahren (mögliche negative Planabweichungen) wesentlich höher bewerten als gleich hohe Chancen.
Zur Beschreibung des Gesamtrisikoumfangs werden wegen der besonderen Bedeutung möglicher Verluste insbesondere auch so genannte „Downside-Risikomaße“ verwendet, die speziell den möglichen Umfang negativer Abweichungen erfassen. Zu nennen sind hier beispielsweise der Value at Risk, der Eigenkapitalbedarf, die LPMs (Lower Partial Moments) sowie die Ausfallwahrscheinlichkeit. Sie sind sinnvoll, wenn die Risiken nicht symmetrisch und Verluste besonders zu beachten sind.

### Value at Risk – VaR
Insbesondere im Bank- und Versicherungswesen findet der VaR als Downside-Risikomaß häufig Verwendung. Der VaR berücksichtigt explizit die – für das KonTraG relevanten – Konsequenzen einer besonders ungünstigen Entwicklung für das Unternehmen. Der VaR ist dabei definiert als Schadenshöhe, die in einem bestimmten Zeitraum mit einer festgelegten Wahrscheinlichkeit {\displaystyle p} („Konfidenzniveau“ {\displaystyle \alpha =1-p}) nicht überschritten wird. Formal gesehen ist der VaR das (negative) Quantil einer Verteilung. Das x%-Quantil zu einer Verteilung gibt den Schwellenwert an, bis zu dem x% aller möglichen Werte liegen. Bezieht sich der VaR nicht auf einen „Wert“, sondern zum Beispiel auf den Cashflow spricht man gelegentlich auch von „Cashflow at Risk“, was jedoch das gleiche Risikomaß meint.
Der VaR ist positiv homogen, monoton, translationsinvariant, im Allgemeinen jedoch nicht subadditiv und folglich auch nicht kohärent. Somit lassen sich damit Konstellationen konstruieren, in denen der VaR einer aus zwei Risikopositionen kombinierten Finanzposition höher ist als die Summe der VaR der Einzelpositionen.

#### Eigenkapitalbedarf – EKB
Der Eigenkapitalbedarf EKB (als Spezialfalls des Risikokapitals, RAC) ist ein mit dem VaR verwandtes, lageabhängiges Risikomaß, das sich explizit auf den Unternehmensertrag bezieht. Er drückt aus, wie viel Eigenkapital (oder Liquidität) nötig ist, um realistische risikobedingte Verluste einer Periode zu tragen. Er ermittelt sich als Maximum von Null und dem negativen {\displaystyle (1-\alpha )}-Quantil einer Zufallsgröße {\displaystyle X}, wobei {\displaystyle X} den Erfolgsmaßstab darstellt und {\displaystyle \alpha } das Konfidenzniveau (Sicherheitsniveau) bezeichnet.
{\displaystyle EKB_{\alpha }(X)=\max(0;-Q_{1-\alpha }(X))\,}
wobei gilt
{\displaystyle P(X<Q_{1-\alpha }(X))=1-\alpha \,}.
Speziell für normalverteilte Zahlungen mit Erwartungswert {\displaystyle E(X)} und Standardabweichung {\displaystyle \sigma (X)} gilt:
{\displaystyle EKB_{\alpha }(X)=\max \lbrace 0;E(X)+q_{1-\alpha }\sigma (X)\rbrace \,}.

### Lower Partial Moments – LPM
Unter den Lower Partial Moments versteht man Risikomaße, die sich als Downside-Risikomaß nur auf einen Teil der gesamten Wahrscheinlichkeitsdichte beziehen. Sie erfassen nur die negativen Abweichungen von einer Schranke {\displaystyle c} (Zielgröße), werten hier aber die gesamten Informationen der Wahrscheinlichkeitsverteilung aus (bis zum theoretisch möglichen Maximalschaden).
Die Schranke {\displaystyle c} kann beispielsweise der Erwartungswert {\displaystyle E(X)} sein oder aber auch eine beliebige deterministische Zielgröße (zum Beispiel Planwert) oder einer geforderten Mindestverzinsung. Auch ein stochastischer Benchmark ist möglich. Betrachtet man beispielsweise eine Wahrscheinlichkeitsverteilung für eine Rendite {\displaystyle X}, dann sind zum Beispiel als Schranken {\displaystyle c} bei der Berechnung eines LPM möglich:
- {\displaystyle c=0\,} (nominale Kapitalerhaltung),
- {\displaystyle c={\text{Inflationsrate}}\,} (reale Kapitalerhaltung),
- {\displaystyle c=r_{0}\,} (risikolose Verzinsung) und
- {\displaystyle c=E(X)\,} (erwartete Rendite).

Das Risikoverständnis entspricht der Sichtweise eines Anlegers, welcher die Gefahr des Shortfalls, der Unterschreitung eines von ihm festgelegten Ziels (Planrendite, geforderte Mindestrendite) in den Vordergrund stellt. Man spricht hier genau deshalb auch von Shortfall-Risikomaßen. Allgemein berechnet sich ein LPM-Maß der Ordnung {\displaystyle m} durch
{\displaystyle LPM_{m}(c;X)=E(\max(c-X,0)^{m})\,}.
Im Fall diskreter Zufallsgrößen ergibt sich nachfolgend dargestellter Zusammenhang
{\displaystyle LPM_{m}(c;X)=\sum _{j=1}^{K}p_{j}(c-{\bar {x}}_{j})^{m}}.
Hierbei bezeichnet {\displaystyle {\bar {x}}_{j}} die möglichen Werte, die kleiner als die geforderte Schranke {\displaystyle c} sind, {\displaystyle K} die Anzahl dieser Werte und {\displaystyle p_{j}} die Wahrscheinlichkeit für das Eintreten von {\displaystyle {\bar {x}}_{j}}.
Im Falle stetiger Zufallsgrößen lautet die Berechnungsvorschrift
{\displaystyle LPM_{m}(c;X)=\int \limits _{-\infty }^{c}(c-x)^{m}f(x)dx}.
Die Ordnung {\displaystyle m} muss nicht zwingend ganzzahlig sein. Durch sie wird festgelegt, ob und wie die Höhe der Abweichung von der Schranke bewertet werden soll. Je höher die Risikoaversion eines Anlegers ist, desto größer sollte {\displaystyle m} gewählt werden.
Üblicherweise werden in der Praxis drei Spezialfälle betrachtet:
- die Shortfallwahrscheinlichkeit (Ausfallwahrscheinlichkeit), d. h. {\displaystyle m=0}

{\displaystyle SW(c;X)=LPM_{0}(c;X)=P(X<c)\,},
- der Shortfallerwartungswert, d. h. {\displaystyle m=1}

{\displaystyle SE(c;X)=LPM_{1}(c;X)=E(\max(c-X,0))\,} und
- die Shortfallvarianz, d. h. {\displaystyle m=2}

{\displaystyle SV(c;X)=LPM_{2}(c;X)=E(\max(c-X,0)^{2})\,}.
Das Ausmaß der Gefahr der Unterschreitung der Zielgröße wird dabei in verschiedener Weise berücksichtigt. Bei der Shortfallwahrscheinlichkeit spielt nur die Wahrscheinlichkeit der Unterschreitung eine Rolle. Beim Shortfallerwartungswert wird dagegen die mittlere Unterschreitungshöhe berücksichtigt und bei der Shortfallvarianz die mittlere quadratische Unterschreitungshöhe.
Der Zusammenhang zwischen Value at Risk und LPM lässt sich dabei wie folgt beschreiben: Der Value at Risk ergibt sich dadurch, dass für einen bestimmten Planungszeitraum eine maximal akzeptierte Shortfallwahrscheinlichkeit {\displaystyle p}, also ein {\displaystyle LPM_{0}=p}, vorgegeben und die entsprechende Mindestertragsgröße{\displaystyle (c)} der LPM-Definition bestimmt.
Die Shortfall-Risikomaße lassen sich einteilen in bedingte und unbedingte Risikomaße. Während unbedingte Risikomaße (wie der Shortfallerwartungswert oder die Shortfallvarianz) die Wahrscheinlichkeit für die Unterschreitung der Schranke außer Acht lassen, fließt diese in die Berechnung der bedingten Shortfall-Risikomaße (wie beispielsweise des Conditional Value at Risk) mit ein.

### Conditional Value at Risk – CVaR
Der Conditional Value at Risk (CVaR), und dessen Varianten Expected Shortfall (ES) bzw. Expected Tail Loss (ETL) sind weitere Risikomaße.
Sei X eine Zufallsgröße und {\displaystyle \alpha \in (0,1)}. Dann ist
{\displaystyle CVaR_{\alpha }(X):=E(X|X>VaR_{\alpha }(X))=VaR_{\alpha }(X)+\underbrace {E[X-VaR_{\alpha }(X)|X>VaR_{\alpha }(X)]} _{\text{mittlere Überschreitung im Überschreitungsfall}}}
Der Conditional Value at Risk kann als „Quantils-Reserve (VaR) plus eine Exzess-Reserve“ interpretiert werden.
Er entspricht dem Erwartungswert der Realisierungen einer risikobehafteten Größe, die oberhalb des Quantils zum Niveau {\displaystyle \alpha } liegen. Der CVaR gibt an, welche Abweichung bei Eintritt des Extremfalls, d. h. bei Überschreitung des VaR, zu erwarten ist. Der CVaR berücksichtigt somit nicht nur die Wahrscheinlichkeit einer „großen“ Abweichung (Extremwerte), sondern auch die Höhe der darüber hinausgehenden Abweichung.
Falls X eine stetige Verteilung besitzt, ist der CVaR positiv homogen, monoton, subadditiv und translationsinvariant, also kohärent.

### Expected Shortfall – ES
In den meisten betrachteten Fällen (Zufallsgrößen mit stetigen Dichten) sind ES und CVaR identisch.
Hat die Verteilungsfunktion {\displaystyle F_{X}} der Zufallsgröße {\displaystyle X} Sprungstellen, so hat auch {\displaystyle \alpha \longmapsto CVaR_{\alpha }(X)} Sprungstellen.
Der ES, betrachtet als {\displaystyle \alpha \longmapsto ES_{\alpha }(X)}, ist eine sprungstellenfreie Variante des CVaR.
ES und CVaR unterscheiden sich nur auf der Menge {\displaystyle \{\alpha \mid F_{X}(VaR(\alpha ))>\alpha \}}.
ES wird wie folgt definiert:
{\displaystyle \lambda _{\alpha }:={\frac {P(X>VaR_{\alpha }(X))}{1-\alpha }}={\frac {1-F_{X}(VaR_{\alpha }(X))}{1-\alpha }}}
{\displaystyle ES_{\alpha }(X):=\lambda _{\alpha }CVaR_{\alpha }(X)+(1-\lambda _{\alpha })VaR_{\alpha }(X)}
Es gilt {\displaystyle VaR\leq ES\leq CVaR}.

#### Beispiele
Den Conditional Value at Risk kann man speziell im Normalverteilungsfall mit {\displaystyle X\sim N(\mu ,\sigma ^{2})}, wobei {\displaystyle \mu } den Erwartungswert und {\displaystyle \sigma ^{2}} die Varianz beschreibt, explizit darstellen. Es gilt dann zunächst für den VaR:
{\displaystyle VaR_{\alpha }(X)=E(X)+q_{1-\alpha }\sigma (X)\,},
wobei {\displaystyle q_{1-\alpha }} das {\displaystyle (1-\alpha )}-Quantil der Standardnormalverteilung bezeichnet. Bezeichnet man mit {\displaystyle \phi } die Dichte einer standardnormalverteilten Zufallsgröße, so ergibt sich für den CVaR:
{\displaystyle CVaR_{\alpha }(X)=E(X)+{\frac {\phi (q_{1-\alpha })}{\alpha }}\sigma (X)}.
Im Vergleich zu {\displaystyle VaR_{\alpha }} wird somit auf {\displaystyle E(X)} ein höherer Multiplikator der Standardabweichung hinzuaddiert, damit ist {\displaystyle CVaR_{\alpha }\geq VaR_{\alpha }}.
Im Falle der Lognormalverteilung {\displaystyle X\sim {\mathcal {LN}}(m,\upsilon ^{2})} berechnen sich VaR und CVaR wie folgt:
{\displaystyle VaR_{\alpha }(X)=\exp(m+q_{\alpha }\upsilon )\,}.
{\displaystyle CVaR_{\alpha }(X)=E(X){\frac {1-\Phi (q_{\alpha }-\upsilon )}{1-\alpha }}}.
Als Beziehung zum Value at Risk ergibt sich somit, dass der Zuschlag zu {\displaystyle E(X)} im Gegensatz zum Fall der Normalverteilung hier nicht additiv, sondern multiplikativ ist.
Manchmal ist die Berechnung des CVaR (und damit die Berücksichtigung aller möglichen extremen Schäden) in der Praxis dennoch gar nicht sinnvoll. Die Schäden, die mehr als einmal zu einer Insolvenz eines Unternehmens führen, sind (für die Eigentümer) nicht schlimmer als Schäden, die eine Insolvenz auslösen.

#### Kapitalallokation nach Kalkbrener
Ein Unternehmen mit mehreren Geschäftssparten stellt einen ES, dieser soll den einzelnen Sparten zugeordnet werden. Kalkbrener schlägt dafür folgende Verteilung vor:
{\displaystyle X_{i}} sei die Verlustgröße der i.ten Sparte und X deren Summe, also die Verlustgröße des Unternehmens.
{\displaystyle \lambda _{\alpha }:={\frac {P(X>VaR_{\alpha }(X))}{1-\alpha }}={\frac {1-F_{X}(VaR_{\alpha }(X))}{1-\alpha }}}.
{\displaystyle \Lambda _{ES_{\alpha }}(X_{i},X)=\lambda _{\alpha }E(X_{i}\mid X>VaR_{\alpha }(X))+(1-\lambda _{\alpha })E(X_{i}\mid X=VaR_{\alpha }(X))}.
Jeder Sparte wird der Erwartungswert aller von ihm verursachten Schäden zugeordnet, die durch Ereignisse hervorgerufen werden, für die der Gesamtschaden den {\displaystyle VaR_{\alpha }(X)} übersteigt.
Gibt es nur eine Sparte im Unternehmen, dann ergibt sich der oben dargestellte ES:
{\displaystyle \Lambda _{ES_{\alpha }}(X,X)=ES_{\alpha }(X)}.

### Maximum Drawdown
Der Maximum Drawdown eines Finanzinvestments ist eine betriebswirtschaftliche Kennzahl, die je nach Ausgestaltung den maximal in einem Zeitraum möglichen Verlust in der Vergangenheit beschreibt. Wegen dieser Verlustbetrachtung ist diese Risikokennzahl auch bei asymmetrischen Verteilungen anwendbar.
Der maximale Drawdown ist der prozentuale Verlust zwischen dem höchsten Punkt und dem niedrigsten Punkt eines Werteverlaufs des zu betrachtenden Investments in einer bestimmten Periode.
Des Weiteren kann ein Durchschnitt über die {\displaystyle n} kleinsten Drawdowns gebildet werden. Hierzu werden in dem betrachteten Zeitraum die einzelnen Renditen nach ihrer Größe geordnet. Die kleinsten sind in der Regel negativ. Um einen Durchschnitt zu bilden, werden die {\displaystyle n} kleinsten Ausprägungen addiert und durch {\displaystyle n} dividiert. Die Anzahl {\displaystyle n} der Werte kann frei gewählt werden, wobei sie sich in einem angemessenen Rahmen bewegen sollte. Eine weitere Möglichkeit, den Drawdown zur Risikomessung zu nutzen, besteht darin, eine Art Varianz zu bilden. Dazu werden die {\displaystyle n} kleinsten beobachteten Renditeausprägungen der Betrachtungsperiode quadriert, danach addiert und schließlich die Summe radiziert.